# Rhicnoderma arcanum
Rhicnoderma arcanum är en insektsart som beskrevs av Rehn, J.A.G. 1938. Rhicnoderma arcanum ingår i släktet Rhicnoderma och familjen Romaleidae. Inga underarter finns listade i Catalogue of Life.